# 6e étape du Tour d'Espagne 2020
Pour un article plus général, voir Tour d'Espagne 2020.
La 6e étape du Tour d'Espagne 2020 se déroule le dimanche 25 octobre 2020, de Biescas à la station de ski de Aramón Formigal, sur une distance de 146,4 km.

## Résultats

### Classement de l'étape
| \| Classement de l'étape \| Classement de l'étape \| Classement de l'étape \| Classement de l'étape \| Classement de l'étape \| \| Coureur \| Coureur \| Pays \| Équipe \| Temps \| \| --------------------- \| --------------------- \| --------------------- \| --------------------- \| --------------------- \| \| 1er \| Ion Izagirre \| Espagne \| Astana \| 3 h 41 min 00 s \| \| 2e \| Michael Woods \| Canada \| EF Pro Cycling \| + 25 s \| \| 3e \| Rui Costa \| Portugal \| UAE Team Emirates \| + 25 s \| \| 4e \| Robert Power \| Australie \| Team Sunweb \| + 27 s \| \| 5e \| Michael Valgren \| Danemark \| NTT Pro Cycling \| + 27 s \| \| 6e \| Guillaume Martin \| France \| Cofidis \| + 27 s \| \| 7e \| Mattia Cattaneo \| Italie \| Deceuninck-Quick Step \| + 38 s \| \| 8e \| Hugh Carthy \| Royaume-Uni \| EF Pro Cycling \| + 48 s \| \| 9e \| Gorka Izagirre \| Espagne \| Astana \| + 53 s \| \| 10e \| Sergio Henao \| Colombie \| UAE Team Emirates \| + 55 s \| |                  |             |                       |                 |
| |                  |             |                       |                 |
| Source : ProCyclingStats |                  |             |                       |                 |
| Classement de l'étape |                  |             |                       |                 |
| Coureur | Coureur          | Pays        | Équipe                | Temps           |
| 1er | Ion Izagirre     | Espagne     | Astana                | 3 h 41 min 00 s |
| 2e | Michael Woods    | Canada      | EF Pro Cycling        | + 25 s          |
| 3e | Rui Costa        | Portugal    | UAE Team Emirates     | + 25 s          |
| 4e | Robert Power     | Australie   | Team Sunweb           | + 27 s          |
| 5e | Michael Valgren  | Danemark    | NTT Pro Cycling       | + 27 s          |
| 6e | Guillaume Martin | France      | Cofidis               | + 27 s          |
| 7e | Mattia Cattaneo  | Italie      | Deceuninck-Quick Step | + 38 s          |
| 8e | Hugh Carthy      | Royaume-Uni | EF Pro Cycling        | + 48 s          |
| 9e | Gorka Izagirre   | Espagne     | Astana                | + 53 s          |
| 10e | Sergio Henao     | Colombie    | UAE Team Emirates     | + 55 s          |

### Points attribués pour le classement par points
| Sprint intermédiaire Biescas (km 119,7) | Sprint intermédiaire Biescas (km 119,7) | Sprint intermédiaire Biescas (km 119,7) | Sprint intermédiaire Biescas (km 119,7) | Sprint intermédiaire Biescas (km 119,7) |
| --------------------------------------- | --------------------------------------- | --------------------------------------- | --------------------------------------- | --------------------------------------- |
|                                         | Coureur                                 | Pays                                    | Équipe                                  | Point(s)                                |
| 1er                                     | Gorka Izagirre                          | Espagne                                 | Astana                                  | 4                                       |
| 2e                                      | Jasha Sütterlin                         | Allemagne                               | Sunweb                                  | 2                                       |
| 3e                                      | Victor Lafay                            | France                                  | Cofidis                                 | 1                                       |
| modifier                                |                                         |                                         |                                         |                                         |

| Arrivée d'étape Aramón Formigal (km 146,4) | Arrivée d'étape Aramón Formigal (km 146,4) | Arrivée d'étape Aramón Formigal (km 146,4) | Arrivée d'étape Aramón Formigal (km 146,4) | Arrivée d'étape Aramón Formigal (km 146,4) |
| ------------------------------------------ | ------------------------------------------ | ------------------------------------------ | ------------------------------------------ | ------------------------------------------ |
|                                            | Coureur                                    | Pays                                       | Équipe                                     | Point(s)                                   |
| 1er                                        | Ion Izagirre                               | Espagne                                    | Astana                                     | 25                                         |
| 2e                                         | Michael Woods                              | Canada                                     | EF Pro Cycling                             | 20                                         |
| 3e                                         | Rui Costa                                  | Portugal                                   | UAE Emirates                               | 16                                         |
| 4e                                         | Robert Power                               | Australie                                  | Sunweb                                     | 14                                         |
| 5e                                         | Michael Valgren                            | Danemark                                   | NTT Pro Cycling                            | 12                                         |
| 6e                                         | Guillaume Martin                           | France                                     | Cofidis                                    | 10                                         |
| 7e                                         | Mattia Cattaneo                            | Italie                                     | Deceuninck-Quick Step                      | 9                                          |
| 8e                                         | Hugh Carthy                                | Royaume-Uni                                | EF Pro Cycling                             | 8                                          |
| 9e                                         | Gorka Izagirre                             | Espagne                                    | Astana                                     | 7                                          |
| 10e                                        | Sergio Henao                               | Colombie                                   | UAE Emirates                               | 6                                          |
| 11e                                        | David Gaudu                                | France                                     | Groupama-FDJ                               | 5                                          |
| 12e                                        | Richard Carapaz                            | Équateur                                   | Ineos Grenadiers                           | 4                                          |
| 13e                                        | Marc Soler                                 | Espagne                                    | Movistar                                   | 3                                          |
| 14e                                        | Dylan van Baarle                           | Pays-Bas                                   | Ineos Grenadiers                           | 2                                          |
| 15e                                        | Wout Poels                                 | Pays-Bas                                   | Bahrain-McLaren                            | 1                                          |
| modifier                                   |                                            |                                            |                                            |                                            |

### Points attribués pour le classement du meilleur grimpeur
| Alto de Patralba (km 69,5) 3e catégorie (6,5 km à 5,1%) | Alto de Patralba (km 69,5) 3e catégorie (6,5 km à 5,1%) | Alto de Patralba (km 69,5) 3e catégorie (6,5 km à 5,1%) | Alto de Patralba (km 69,5) 3e catégorie (6,5 km à 5,1%) | Alto de Patralba (km 69,5) 3e catégorie (6,5 km à 5,1%) |
| ------------------------------------------------------- | ------------------------------------------------------- | ------------------------------------------------------- | ------------------------------------------------------- | ------------------------------------------------------- |
|                                                         | Coureur                                                 | Pays                                                    | Équipe                                                  | Point(s)                                                |
| 1er                                                     | Guillaume Martin                                        | France                                                  | Cofidis                                                 | 3                                                       |
| 2e                                                      | Pierre-Luc Périchon                                     | France                                                  | Cofidis                                                 | 2                                                       |
| 3e                                                      | Jorge Arcas                                             | Espagne                                                 | Movistar                                                | 1                                                       |
| modifier                                                |                                                         |                                                         |                                                         |                                                         |

| Puerto de Cotefablo (km 105,5) 2e catégorie (13,5 km à 4,1%) | Puerto de Cotefablo (km 105,5) 2e catégorie (13,5 km à 4,1%) | Puerto de Cotefablo (km 105,5) 2e catégorie (13,5 km à 4,1%) | Puerto de Cotefablo (km 105,5) 2e catégorie (13,5 km à 4,1%) | Puerto de Cotefablo (km 105,5) 2e catégorie (13,5 km à 4,1%) |
| ------------------------------------------------------------ | ------------------------------------------------------------ | ------------------------------------------------------------ | ------------------------------------------------------------ | ------------------------------------------------------------ |
|                                                              | Coureur                                                      | Pays                                                         | Équipe                                                       | Point(s)                                                     |
| 1er                                                          | Guillaume Martin                                             | France                                                       | Cofidis                                                      | 5                                                            |
| 2e                                                           | Michael Storer                                               | Australie                                                    | Sunweb                                                       | 3                                                            |
| 3e                                                           | Julen Amézqueta                                              | Espagne                                                      | Caja Rural-Seguros RGA                                       | 1                                                            |
| modifier                                                     |                                                              |                                                              |                                                              |                                                              |

| \| Aramón Formigal (km 146,4) 1re catégorie (14,4 km à 4,7%) \| Aramón Formigal (km 146,4) 1re catégorie (14,4 km à 4,7%) \| Aramón Formigal (km 146,4) 1re catégorie (14,4 km à 4,7%) \| Aramón Formigal (km 146,4) 1re catégorie (14,4 km à 4,7%) \| Aramón Formigal (km 146,4) 1re catégorie (14,4 km à 4,7%) \| \| --------------------------------------------------------- \| --------------------------------------------------------- \| --------------------------------------------------------- \| --------------------------------------------------------- \| --------------------------------------------------------- \| \| \| Coureur \| Pays \| Équipe \| Point(s) \| \| 1er \| Ion Izagirre \| Espagne \| Astana \| 10 \| \| 2e \| Michael Woods \| Canada \| EF Pro Cycling \| 6 \| \| 3e \| Rui Costa \| Portugal \| UAE Emirates \| 4 \| \| 4e \| Robert Power \| Australie \| Sunweb \| 2 \| \| 5e \| Michael Valgren \| Danemark \| NTT Pro Cycling \| 1 \| \| modifier \| \| \| \| \| |                 |           |                 |          |
| Aramón Formigal (km 146,4) 1re catégorie (14,4 km à 4,7%) |                 |           |                 |          |
| | Coureur         | Pays      | Équipe          | Point(s) |
| 1er | Ion Izagirre    | Espagne   | Astana          | 10       |
| 2e | Michael Woods   | Canada    | EF Pro Cycling  | 6        |
| 3e | Rui Costa       | Portugal  | UAE Emirates    | 4        |
| 4e | Robert Power    | Australie | Sunweb          | 2        |
| 5e | Michael Valgren | Danemark  | NTT Pro Cycling | 1        |
| modifier |                 |           |                 |          |

### Bonifications
|   | Coureur         | Pays      | Équipe  | Secondes |
| - | --------------- | --------- | ------- | -------- |
| 1 | Gorka Izagirre  | Espagne   | Astana  | 3 s      |
| 2 | Jasha Sütterlin | Allemagne | Sunweb  | 2 s      |
| 3 | Victor Lafay    | France    | Cofidis | 1 s      |

|   | Coureur       | Pays     | Équipe         | Secondes |
| - | ------------- | -------- | -------------- | -------- |
| 1 | Ion Izagirre  | Espagne  | Astana         | 10 s     |
| 2 | Michael Woods | Canada   | EF Pro Cycling | 6 s      |
| 3 | Rui Costa     | Portugal | UAE Emirates   | 4 s      |

## Classements à l'issue de l'étape

### Classement général
| \| Classement général \| Classement général \| Classement général \| Classement général \| Classement général \| \| Coureur \| Coureur \| Pays \| Équipe \| Temps \| \| ------------------ \| ------------------- \| ------------------ \| ---------------------- \| ------------------ \| \| 1er \| Richard Carapaz \| Équateur \| Ineos Grenadiers \| 24 h 34 min 39 s \| \| 2e \| Hugh Carthy \| Royaume-Uni \| EF Pro Cycling \| + 18 s \| \| 3e \| Dan Martin \| Irlande \| Israel Start-Up Nation \| + 20 s \| \| 4e \| Primož Roglič \| Slovénie \| Jumbo-Visma \| + 30 s \| \| 5e \| Enric Mas \| Espagne \| Movistar Team \| + 1 min 07 s \| \| 6e \| Felix Großschartner \| Autriche \| Bora-Hansgrohe \| + 1 min 30 s \| \| 7e \| Marc Soler \| Espagne \| Movistar Team \| + 1 min 42 s \| \| 8e \| Esteban Chaves \| Colombie \| Mitchelton-Scott \| + 2 min 02 s \| \| 9e \| David de la Cruz \| Espagne \| UAE Team Emirates \| + 2 min 46 s \| \| 10e \| Alejandro Valverde \| Espagne \| Movistar Team \| + 3 min 00 s \| |                     |             |                        |                  |
| |                     |             |                        |                  |
| Source : ProCyclingStats |                     |             |                        |                  |
| Classement général |                     |             |                        |                  |
| Coureur | Coureur             | Pays        | Équipe                 | Temps            |
| 1er | Richard Carapaz     | Équateur    | Ineos Grenadiers       | 24 h 34 min 39 s |
| 2e | Hugh Carthy         | Royaume-Uni | EF Pro Cycling         | + 18 s           |
| 3e | Dan Martin          | Irlande     | Israel Start-Up Nation | + 20 s           |
| 4e | Primož Roglič       | Slovénie    | Jumbo-Visma            | + 30 s           |
| 5e | Enric Mas           | Espagne     | Movistar Team          | + 1 min 07 s     |
| 6e | Felix Großschartner | Autriche    | Bora-Hansgrohe         | + 1 min 30 s     |
| 7e | Marc Soler          | Espagne     | Movistar Team          | + 1 min 42 s     |
| 8e | Esteban Chaves      | Colombie    | Mitchelton-Scott       | + 2 min 02 s     |
| 9e | David de la Cruz    | Espagne     | UAE Team Emirates      | + 2 min 46 s     |
| 10e | Alejandro Valverde  | Espagne     | Movistar Team          | + 3 min 00 s     |

| Classement par points | Classement par points | Classement par points | Classement par points  | Classement par points |
| Coureur               | Coureur               | Pays                  | Équipe                 | Points                |
| --------------------- | --------------------- | --------------------- | ---------------------- | --------------------- |
| 1er                   | Primož Roglič         | Slovénie              | Jumbo-Visma            | 79 pts                |
| 2e                    | Richard Carapaz       | Équateur              | Ineos Grenadiers       | 61 pts                |
| 3e                    | Dan Martin            | Irlande               | Israel Start-Up Nation | 57 pts                |
| 4e                    | Guillaume Martin      | France                | Cofidis                | 36 pts                |
| 5e                    | Hugh Carthy           | Royaume-Uni           | EF Pro Cycling         | 33 pts                |
| 6e                    | Enric Mas             | Espagne               | Movistar Team          | 33 pts                |
| 7e                    | Felix Großschartner   | Autriche              | Bora-Hansgrohe         | 33 pts                |
| 8e                    | Marc Soler            | Espagne               | Movistar Team          | 29 pts                |
| 9e                    | Tim Wellens           | Belgique              | Lotto-Soudal           | 26 pts                |
| 10e                   | Sepp Kuss             | États-Unis            | Jumbo-Visma            | 26 pts                |

| Classement par points | Classement par points | Classement par points | Classement par points  | Classement par points |
| Coureur               | Coureur               | Pays                  | Équipe                 | Points                |
| --------------------- | --------------------- | --------------------- | ---------------------- | --------------------- |
| 1er                   | Primož Roglič         | Slovénie              | Jumbo-Visma            | 79 pts                |
| 2e                    | Richard Carapaz       | Équateur              | Ineos Grenadiers       | 61 pts                |
| 3e                    | Dan Martin            | Irlande               | Israel Start-Up Nation | 57 pts                |
| 4e                    | Guillaume Martin      | France                | Cofidis                | 36 pts                |
| 5e                    | Hugh Carthy           | Royaume-Uni           | EF Pro Cycling         | 33 pts                |
| 6e                    | Enric Mas             | Espagne               | Movistar Team          | 33 pts                |
| 7e                    | Felix Großschartner   | Autriche              | Bora-Hansgrohe         | 33 pts                |
| 8e                    | Marc Soler            | Espagne               | Movistar Team          | 29 pts                |
| 9e                    | Tim Wellens           | Belgique              | Lotto-Soudal           | 26 pts                |
| 10e                   | Sepp Kuss             | États-Unis            | Jumbo-Visma            | 26 pts                |

| Classement de la montagne | Classement de la montagne | Classement de la montagne | Classement de la montagne | Classement de la montagne |
| Coureur                   | Coureur                   | Pays                      | Équipe                    | Points                    |
| ------------------------- | ------------------------- | ------------------------- | ------------------------- | ------------------------- |
| 1er                       | Tim Wellens               | Belgique                  | Lotto-Soudal              | 19 pts                    |
| 2e                        | Richard Carapaz           | Équateur                  | Ineos Grenadiers          | 18 pts                    |
| 3e                        | Dan Martin                | Irlande                   | Israel Start-Up Nation    | 16 pts                    |
| 4e                        | Guillaume Martin          | France                    | Cofidis                   | 15 pts                    |
| 5e                        | Sepp Kuss                 | États-Unis                | Jumbo-Visma               | 14 pts                    |
| 6e                        | Ion Izagirre              | Espagne                   | Astana                    | 11 pts                    |
| 7e                        | Primož Roglič             | Slovénie                  | Jumbo-Visma               | 7 pts                     |
| 8e                        | Quentin Jauregui          | France                    | AG2R La Mondiale          | 6 pts                     |
| 9e                        | Enric Mas                 | Espagne                   | Movistar Team             | 6 pts                     |
| 10e                       | Alejandro Valverde        | Espagne                   | Movistar Team             | 6 pts                     |

| Classement de la montagne | Classement de la montagne | Classement de la montagne | Classement de la montagne | Classement de la montagne |
| Coureur                   | Coureur                   | Pays                      | Équipe                    | Points                    |
| ------------------------- | ------------------------- | ------------------------- | ------------------------- | ------------------------- |
| 1er                       | Tim Wellens               | Belgique                  | Lotto-Soudal              | 19 pts                    |
| 2e                        | Richard Carapaz           | Équateur                  | Ineos Grenadiers          | 18 pts                    |
| 3e                        | Dan Martin                | Irlande                   | Israel Start-Up Nation    | 16 pts                    |
| 4e                        | Guillaume Martin          | France                    | Cofidis                   | 15 pts                    |
| 5e                        | Sepp Kuss                 | États-Unis                | Jumbo-Visma               | 14 pts                    |
| 6e                        | Ion Izagirre              | Espagne                   | Astana                    | 11 pts                    |
| 7e                        | Primož Roglič             | Slovénie                  | Jumbo-Visma               | 7 pts                     |
| 8e                        | Quentin Jauregui          | France                    | AG2R La Mondiale          | 6 pts                     |
| 9e                        | Enric Mas                 | Espagne                   | Movistar Team             | 6 pts                     |
| 10e                       | Alejandro Valverde        | Espagne                   | Movistar Team             | 6 pts                     |

| Classement du meilleur jeune | Classement du meilleur jeune | Classement du meilleur jeune | Classement du meilleur jeune | Classement du meilleur jeune |
| Coureur                      | Coureur                      | Pays                         | Équipe                       | Temps                        |
| ---------------------------- | ---------------------------- | ---------------------------- | ---------------------------- | ---------------------------- |
| 1er                          | Enric Mas                    | Espagne                      | Movistar Team                | 24 h 35 min 46 s             |
| 2e                           | David Gaudu                  | France                       | Groupama-FDJ                 | + 2 min 40 s                 |
| 3e                           | Aleksandr Vlasov             | Russie                       | Astana                       | + 5 min 27 s                 |
| 4e                           | Kobe Goossens                | Belgique                     | Lotto-Soudal                 | + 12 min 36 s                |
| 5e                           | Georg Zimmermann             | Allemagne                    | CCC Team                     | + 12 min 54 s                |
| 6e                           | William Barta                | États-Unis                   | CCC Team                     | + 14 min 06 s                |
| 7e                           | Iván Sosa                    | Colombie                     | Ineos Grenadiers             | + 17 min 26 s                |
| 8e                           | Andrea Bagioli               | Italie                       | Deceuninck-Quick Step        | + 17 min 54 s                |
| 9e                           | Juan Pedro López             | Espagne                      | Trek-Segafredo               | + 20 min 41 s                |
| 10e                          | Clément Champoussin          | France                       | AG2R La Mondiale             | + 22 min 34 s                |

| Classement du meilleur jeune | Classement du meilleur jeune | Classement du meilleur jeune | Classement du meilleur jeune | Classement du meilleur jeune |
| Coureur                      | Coureur                      | Pays                         | Équipe                       | Temps                        |
| ---------------------------- | ---------------------------- | ---------------------------- | ---------------------------- | ---------------------------- |
| 1er                          | Enric Mas                    | Espagne                      | Movistar Team                | 24 h 35 min 46 s             |
| 2e                           | David Gaudu                  | France                       | Groupama-FDJ                 | + 2 min 40 s                 |
| 3e                           | Aleksandr Vlasov             | Russie                       | Astana                       | + 5 min 27 s                 |
| 4e                           | Kobe Goossens                | Belgique                     | Lotto-Soudal                 | + 12 min 36 s                |
| 5e                           | Georg Zimmermann             | Allemagne                    | CCC Team                     | + 12 min 54 s                |
| 6e                           | William Barta                | États-Unis                   | CCC Team                     | + 14 min 06 s                |
| 7e                           | Iván Sosa                    | Colombie                     | Ineos Grenadiers             | + 17 min 26 s                |
| 8e                           | Andrea Bagioli               | Italie                       | Deceuninck-Quick Step        | + 17 min 54 s                |
| 9e                           | Juan Pedro López             | Espagne                      | Trek-Segafredo               | + 20 min 41 s                |
| 10e                          | Clément Champoussin          | France                       | AG2R La Mondiale             | + 22 min 34 s                |

| Classement par équipes | Classement par équipes | Classement par équipes | Classement par équipes |
| Équipe                 | Équipe                 | Pays                   | Temps                  |
| ---------------------- | ---------------------- | ---------------------- | ---------------------- |
| 1re                    | Movistar Team          | Espagne                | 73 h 49 min 56 s       |
| 2e                     | UAE Team Emirates      | Émirats arabes unis    | + 3 min 37 s           |
| 3e                     | Jumbo-Visma            | Pays-Bas               | + 8 min 09 s           |
| 4e                     | Astana                 | Kazakhstan             | + 10 min 06 s          |
| 5e                     | Mitchelton-Scott       | Australie              | + 24 min 18 s          |
| 6e                     | Ineos Grenadiers       | Royaume-Uni            | + 35 min 13 s          |
| 7e                     | Cofidis                | France                 | + 39 min 21 s          |
| 8e                     | Trek-Segafredo         | États-Unis             | + 41 min 52 s          |
| 9e                     | Groupama-FDJ           | France                 | + 53 min 30 s          |
| 10e                    | Deceuninck-Quick Step  | Belgique               | + 1 h 01 min 31 s      |

| Classement par équipes | Classement par équipes | Classement par équipes | Classement par équipes |
| Équipe                 | Équipe                 | Pays                   | Temps                  |
| ---------------------- | ---------------------- | ---------------------- | ---------------------- |
| 1re                    | Movistar Team          | Espagne                | 73 h 49 min 56 s       |
| 2e                     | UAE Team Emirates      | Émirats arabes unis    | + 3 min 37 s           |
| 3e                     | Jumbo-Visma            | Pays-Bas               | + 8 min 09 s           |
| 4e                     | Astana                 | Kazakhstan             | + 10 min 06 s          |
| 5e                     | Mitchelton-Scott       | Australie              | + 24 min 18 s          |
| 6e                     | Ineos Grenadiers       | Royaume-Uni            | + 35 min 13 s          |
| 7e                     | Cofidis                | France                 | + 39 min 21 s          |
| 8e                     | Trek-Segafredo         | États-Unis             | + 41 min 52 s          |
| 9e                     | Groupama-FDJ           | France                 | + 53 min 30 s          |
| 10e                    | Deceuninck-Quick Step  | Belgique               | + 1 h 01 min 31 s      |

## Prix de la Combativité
- Gorka Izagirre (Astana)

## Abandons
- Fernando Barceló (Cofidis) : non-partant